# Fuseau de Margot

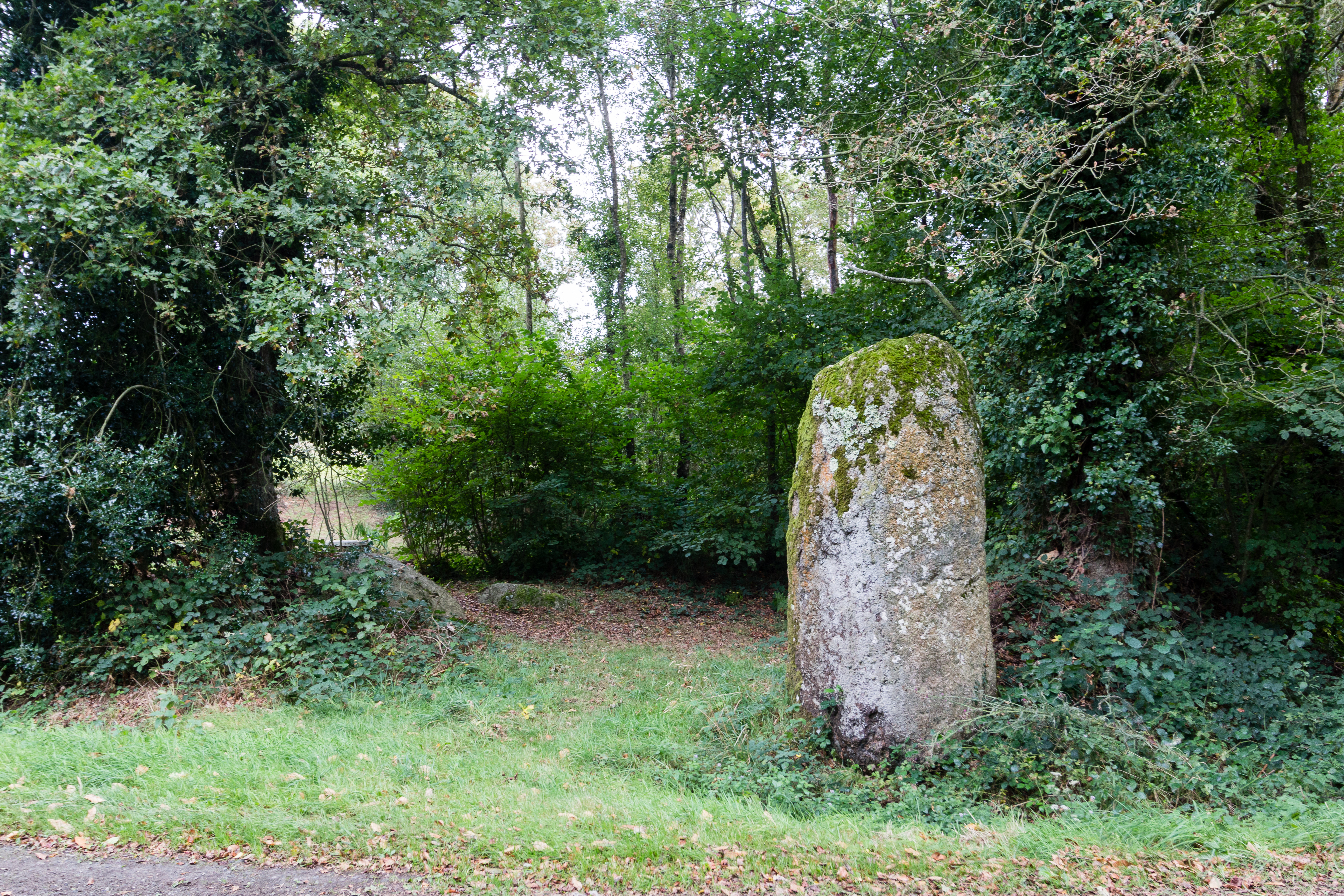
Fuseau de Margot

Der Menhir Fuseau de Margot (deutsch „Margots Spindel“ – im Sinne von Spinnwirtel – auch Menhir de la Touche-Bude genannt) befindet sich südlich von Plédran im Département Côtes-d’Armor in der Bretagne in Frankreich. Unter ähnlichen Namen sind vor allem in der Bretagne mehrere Menhire bekannt (z. B. Le Fuseau de Berthe, Le Fuseau de Jeannette, Le Fuseau de la Madeleine und der Menhir du Fuseau).
Der Menhir ist etwa 3,2 m hoch, 1,9 m breit und 1,35 m dick und besteht aus grobkörnigem porphyrischem Granit.
Der Menhir ist seit 1965 als Monument historique eingetragen.